# Tenebrae
Tenebrae (Tenebre em inglês e português) é um thriller de terror italiano de 1982, escrito e dirigido por Dario Argento. Estrelado por Anthony Franciosa, John Saxon e Daria Nicolodi. Depois de ter feito dois filmes de terror, em 1977 e 1980, Suspiria e Inferno, Tenebrae representou um retorno de Argento ao subgênero giallo, que ele ajudou a popularizar na década de 1970. A narrativa faz referência a um escritor norte-americano promovendo o seu mais recente romance policial em Roma, contudo se envolve na busca de um serial killer que aparentemente se inspirou para matar através do romance.
O filme foi lançado na Itália e em quase toda a Europa sem ter qualquer problema de censura, mas foi classificado, processado e banido como um "video nasty" no Reino Unido. A sua distribuição nos cinemas nos Estados Unidos foi adiada até 1984, quando foi lançado em uma versão altamente censurada sob o título Unsane. Na sua forma suprimida, Tenebrae recebeu críticas em sua maioria negativas, porém a versão original, totalmente restaurada mais tarde, se tornou amplamente disponível para reavaliação. Tem sido descrito por Maitland McDonagh como  "o melhor filme que Argento já fez".